# Fonte do Bispo
A Fonte do Bispo é uma fonte histórica d'água localizada na cidade brasileira de São Luís, capital do Maranhão.

## História
A origem do seu nome se deve uma divergência, em 1699, entre o bispo dom Frei Timóteo do Sacramento e o governador do Pará (que administrava o Maranhão), representado pelo ouvidor-geral Mateus Dias da Costa. Foi decretada a prisão domiciliar do bispo, em seu palácio, no Largo de Santiago. Sem poder receber visitas e sem ter como renovar os meios de sobrevivência alimentar, rompeu o isolamento e, de vasilha em punho, foi apanhar água na fonte mais próxima de sua residência. Desde então, a nascente ficou conhecida como Fonte do Bispo. 
A Fonte do Bispo foi construída em pedra jacaré e tinha sua porta revestida de cantaria, no entanto suas características originais se perderam, restando a estrutura do poço protegido por uma cobertura de alumínio, encontrando-se bastante deteriorada, localizando-se ao final da rua das Crioulas (também chamada de rua Cândido Ribeiro). 
A Fonte deu nome à rua da Fonte do Bispo e ao bairro da Fonte do Bispo. Em suas imediações, foi construído o Terminal do Anel Viário (ou Terminal da Fonte do Bispo), Inaugurado no dia 1º de maio de 1986, para disciplinar o serviço de transporte público. Era constituído de cinco plataformas para ônibus municipais, com 24 quiosques para a venda de comida e bebida, além de outros meios de transporte (incluindo linhas intermunicipais), sofrendo constantes reclamações pela infraestrutura deficiente e falta de reformas. 
Na região, também se localizam a Praça do Trabalhador, o Fórum Eleitoral, a FUNAC (Fundação da Criança e do Adolescente), o CEPRAMA, e o Aterro do Bacanga. 

## Nova Fonte do Bispo
Em 2020, foi inaugurada uma nova fonte na região, com conceito e imagem arquitetônica contemporânea.
Foi construída uma fonte músico-luminosa, que conta com 49 jatos que são sincronizados com as canções que tocam no local em duas caixas de som, bem como luzes nas tonalidades vermelha, verde, azul, lilás e amarela.

### Praças
Também foi executado um novo projeto paisagístico, com nova arborização, ajardinamento, iluminação, bancos, calçadas e passeios públicos com acessibilidade.
O projeto urbanístico buscou a criação de um espaço para equipamentos de lazer, prática esportiva (pista de skate, quadra poliesportiva), área de vivência, apresentações artísticas e recreação infantil.

### Terminal
O novo terminal conta com três plataformas cobertas para embarque e desembarque de passageiros , com oito quiosques de apoio para venda de lanches.

Houve a reordenação do tráfego entre as avenidas Senador Vitorino Freire, Beira-Mar e Rua das Cajazeiras, com novo traçado geométrico na região e a retirada da rotatória do Anel Viário.